# Minettia desmometopa
Minettia desmometopa är en tvåvingeart som först beskrevs av de Meijere 1907.  Minettia desmometopa ingår i släktet Minettia, och familjen lövflugor. Arten är reproducerande i Sverige.